# Río Piraí (Bolivia)
El río Piraí es un río amazónico boliviano, un afluente del río Yapacaní, que forma parte del curso bajo del río Grande. El río discurre por el departamento de Santa Cruz.

## Hidrología

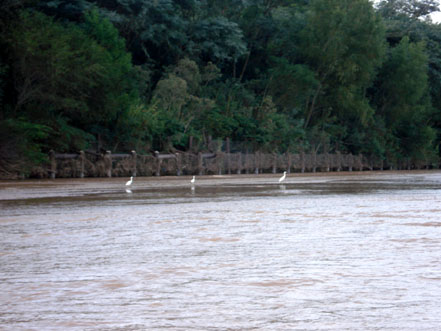
Vista del río

El río Piraí nace de la confluencia del río Bermejo y el río Piojeras (18°11′14″S 63°33′34″O / -18.18722, -63.55944). Tiene una longitud de 457 km y desemboca en el río Yapacaní. Su curso pasa por la ciudad de Santa Cruz de la Sierra, donde divide la sección municipal homónima y la de Porongo a su paso recorre los municipios del Torno, La Guardia, Santa Cruz de la Sierra, Warnes, Montero dividiendo a este del municipio de Portachuelo en la zona del puente de La Amistad (Ex Eisenhower) para desembocar en el río Yapacani ubicado en este municipio.
Es también un gran centro turístico, ya que en verano la población se puede bañar en sus aguas por las altas temperaturas  en la capital ciudad de Santa Cruz de la Sierra. En periodos de crecida es peligroso.

### Afluentes
Los principales afluentes del Piraí son:
Por la margen derecha
- Río Palmira, de unos 4 km de longitud.

Por la margen izquierda
- Río Elvira, de unos 20 km de longitud;
- Río Espejos;
- Río Sama;
- Río Seco;
- Río Guendá.

## Sucesos históricos

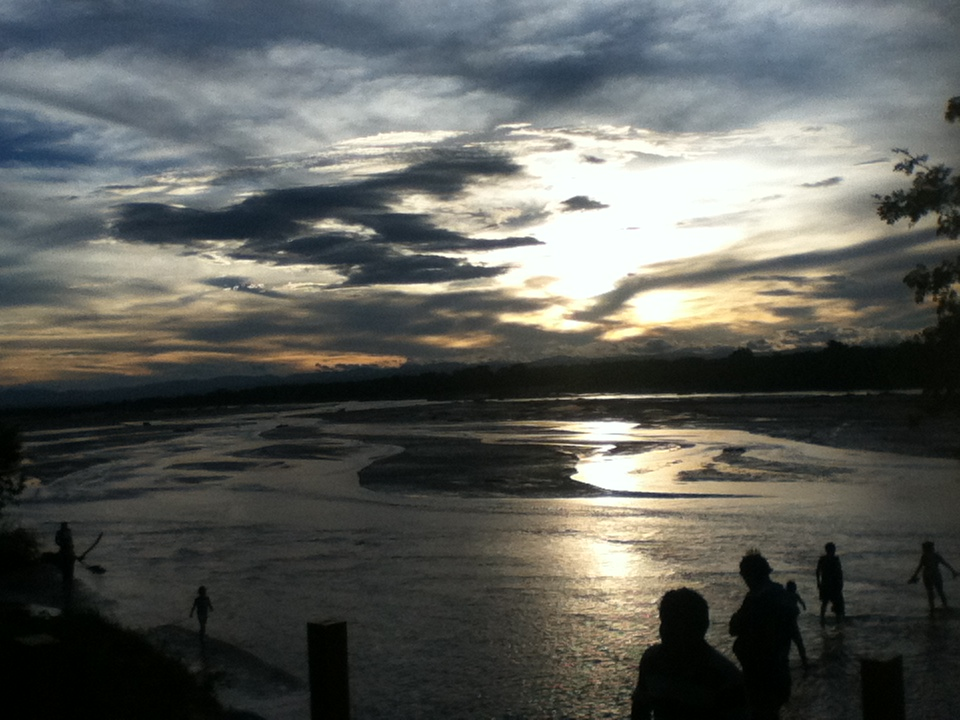
Atardecer en el río Piraí.

### Turbión del río Piraí
El turbión del río Piraí de 1983, también conocido como El Gran Turbión de 1983, fue un desastre natural ocurrido en la madrugada del 18 de marzo de ese año principalmente en la ciudad de Santa Cruz de la Sierra y regiones vecinas del departamento de Santa Cruz, al este de Bolivia. En una investigación publicada en 2016, se menciona que en realidad fueron dos las riadas ocurridas en 1983, la primera el 1 de febrero y la segunda el 18 de marzo.
Dicho evento ocurrió a causa de la histórica crecida del río Piraí que corre al oeste de la ciudad de Santa Cruz. Debido a una torrencial lluvia en la cuenca alta del río, este destruyó a su paso en una longitud de más de 100 kilómetros entre los valles y la llanura aluvial y, al avanzar sobre terreno plano, el desborde alcanzó un frente de unos 10 kilómetros de ancho, realizando un movimiento de tierra.
El turbión arrasó el puente de Tarumá y destruyó el pueblo de El Chorrito, en el municipio de El Torno, y llegó a Santa Cruz inundando el jardín botánico, el barrio Ambrosio Villarroel y toda la zona oeste de la urbe.

#### Efectos
Las familias damnificadas por la riada de ese año fueron trasladadas al este de la ciudad, donde se creó el barrio Plan 3000.
Debido al turbión de 1983 se construyeron defensivos en la parte oeste de la ciudad, además de consolidarse una franja de bosque de protección llamado el cordón ecológico del río Piraí, que es una muralla vegetal de un kilómetro de ancho.